# Ozero Leskovitji
Ozero Leskovitji (ryska: Озеро Лесковичи) är en sjö i Belarus.   Den ligger i voblasten Vitsebsks voblast, i den norra delen av landet, 200 km nordost om huvudstaden Minsk. Ozero Leskovitji ligger 138 meter över havet. Arean är 0,41 kvadratkilometer. Den sträcker sig 0,8 kilometer i nord-sydlig riktning, och 1,2 kilometer i öst-västlig riktning.
Omgivningarna runt Ozero Leskovitji är en mosaik av jordbruksmark och naturlig växtlighet. Runt Ozero Leskovitji är det glesbefolkat, med 14 invånare per kvadratkilometer.